# Département du Commerce international
Pour les articles homonymes, voir Ministère du Commerce.

Armes royales du Royaume-Uni

Le département du Commerce international (DIT) est un ancien ministère britannique, chargé des négociations mondiales relatives au commerce international du Royaume-Uni.
Il a été créé après le vote pour le Brexit en 2016.
Le poste actuel de secrétaire d'État aux Affaires et au Commerce a été créé le 7 février 2023 après qu'un remaniement ministériel du Premier ministre Rishi Sunak a vu la dissolution du département des Affaires, de l'Énergie et de la Stratégie industrielle et ses responsabilités transférées à trois nouveaux départements : Affaires et Commerce, Sciences, Innovation et Technologie, et Sécurité énergétique et Neutralité carbone.
Le 7 février 2023, à la suite du remaniement ministériel du Premier ministre Rishi Sunak, le département du Commerce international est dissout et ses compétences sont absorbées par le nouveau département des Affaires et du Commerce.